# ATOW1996
ATOW1996 – niewielka żwirowa wyspa na Oceanie Arktycznym, położona na północ od wysp Kaffeklubben i Oodaaq. Ma wymiary około 10 m na 10 m i wznosi się na wysokość 1 m n.p.m.. Została odkryta w 1996 roku podczas ekspedycji American Top of the World Expedition, dowodzonej przez dwóch Amerykanów, Kena Zerbsta i Johna Jancika. Bywa uważana za najdalej na północ wysunięty skrawek lądu, jednak nie została potwierdzona jej trwałość. Odkryto również wyspy, które są wysunięte jeszcze dalej na północ niż ATOW1996, takie jak 83-42.